# 灵州直隶州
灵州直隶州，明朝时设置的「直隶州」。
明朝弘治十三年（1500年）九月，复置灵州，直屬於陝西省，无辖县。清朝初年，沿袭明制仍为直隶州。雍正三年（1725年），改属甘肅省宁夏府，改为不辖县的散州。民國時期的1913年，改为灵武县。